# James Fitzsimons
James Fitzsimons (irisch Séamus Mac Síomóin, * 16. Dezember 1936 in Navan) ist ein irischer Politiker.

## Leben
Fitzsimons besuchte die St. Patrick's Classical School in Navan. Er ist Mitglied der Fianna Fáil. Von 1977 bis 1987 war er Abgeordneter im Dáil Éireann in Dublin. 1982 war er kurzzeitig irischer Staatsminister im Ministerium für Industrie und Energie im Kabinett von Premierminister Charles J. Haughey. Von 1984 bis 2004 war Fitzsimons Abgeordneter im Europäischen Parlament.